# Peștera Măgurici
Peștera Măgurici (monument al naturii)  este o arie protejată de interes național ce corespunde categoriei a III-a IUCN (rezervație naturală de tip speologic) situată în județul Sălaj, pe teritoriul administrativ al comunei Ilenda.

## Localizare
Aria naturală se află în extremitatea nord-estică a județului Sălaj (aproape de limita teritorială cu județul Maramureș) pe teritoriul estic al satului Răstoci, în lunca dreaptă a Someșului, în imediata apropiere a drumului european E58.

## Descriere
Peștera Măgurici (întinsă pe o suprafață totală de 1 ha) a fost declarată arie protejată prin Hotărârea de Guvern Nr.2151 din 30 noiembrie 2004 (privind instituirea regimului de arie protejată pentru noi zone) și se suprapune sitului de importanță comunitară omonim, sit inclus în rețeaua ecologică europenă - Natura 2000 în România.
Aria naturală protejată reprezintă o cavitate (peșteră) aflată în partea nord-vestică a Podișului Someșan (în versantul sudic al Dealului Măguriței), dezvoltată în roci oligocene, în deschidere cu o galerie de acces care ajunge în Sala Bifurcației din care se deschid alte galerii (Galeria Ascendentă, Galeria cu Lilieci, Galeria cu Guano), săli circulare, diaclaze, săritori; cu depuneri parietale de calcit.
Populația de lilieci din această peșteră formează colonii de sute sau mii de exemplare, numărul lor fiind dependent de specie, sezon și biologia lor. Dintre speciile indentificate în arealul rezervației se pot aminti: liliacul mare cu potcoavă (Rhinolophus ferrumequinum), liliacul mic cu potcoavă (Rhinolophus hipposideros) și liliacul cu aripi lungi (Miniopterus schereibersii).